# Saucisse de Vienne

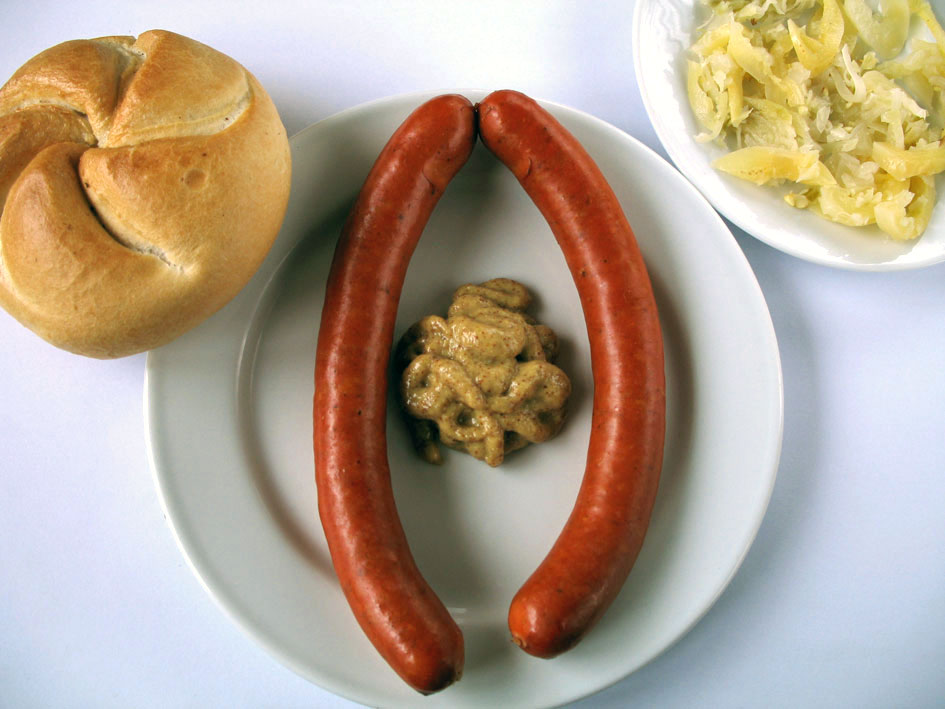
Würstl, virsli ou « saucisse de Vienne ».

La saucisse de Vienne (allemand : Wiener Würstchen, Wiener, Wienerle ; allemand autrichien : Frankfurter Würstel ou Würstl ; suisse allemand Wienerli ; souabe : Wienerle ou Saitenwurst) est une sorte de saucisse traditionnellement élaborée à partir de viande de porc et de bœuf,.
Le mot « Wiener » signifie « Viennois » en allemand. En Autriche, le terme « Wiener » est rare pour cet aliment, qui est généralement appelé « Frankfurter Würstl ». En Amérique du Nord, on appelle « wiener » la saucisse des hot-dogs, un sandwich très populaire aux États-Unis.
Les ingrédients, la préparation, la taille et le goût peuvent beaucoup varier selon les fabricants et les régions.

## En Europe
Dans certains pays d'Europe, on peut trouver des saucisses de Vienne, cuites ou parfois fumées, dans les supermarchés, les épiceries et boucheries. Traditionnellement, elles sont fabriquées à partir de jambon épicés. Elles ont un goût et une texture très semblable aux saucisses de Francfort, mais sont habituellement plus longues et un peu plus mince, avec un boyau très léger.

## Galerie

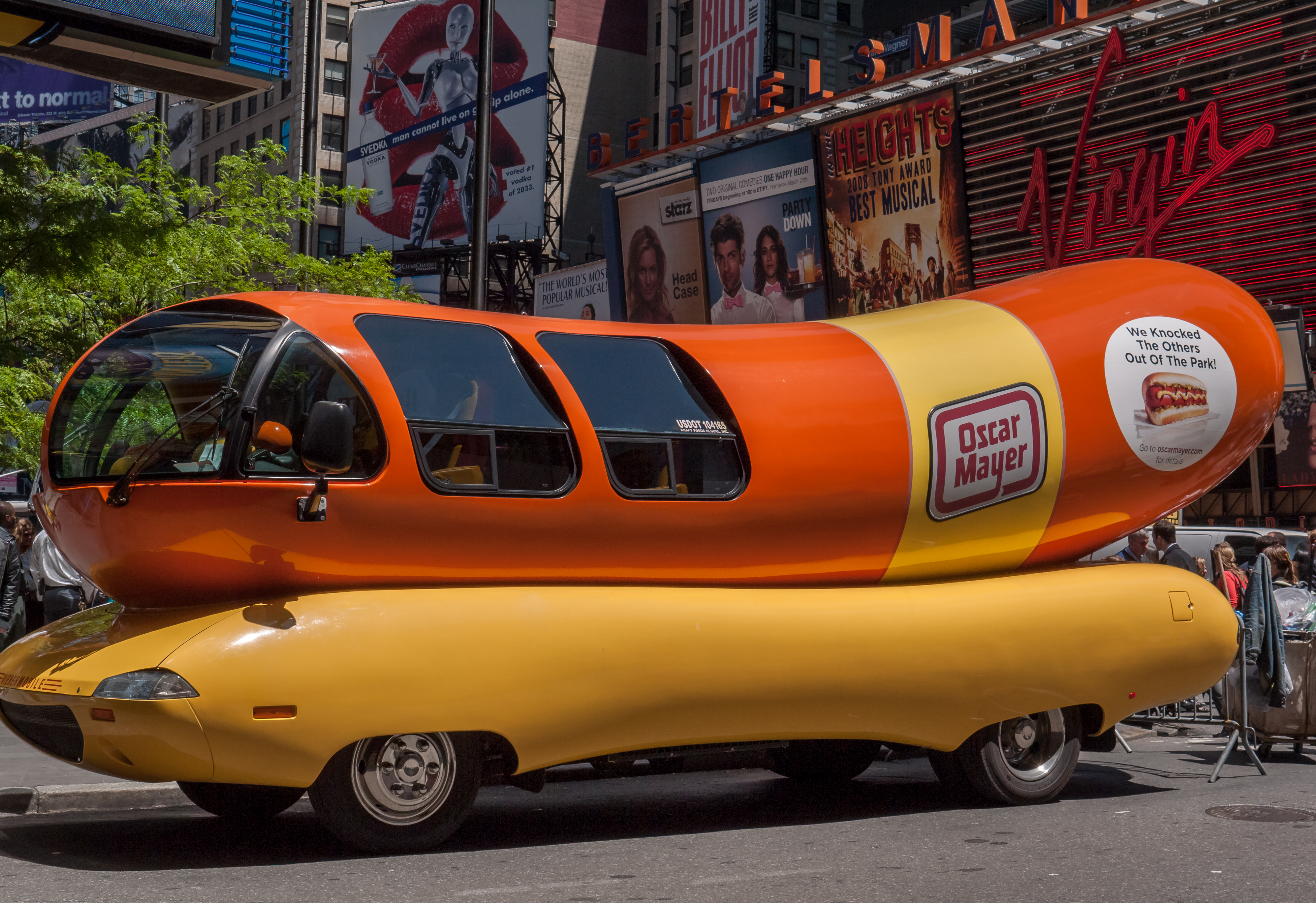
Une Wienermobile d'Oscar Mayer à New York en 2009.
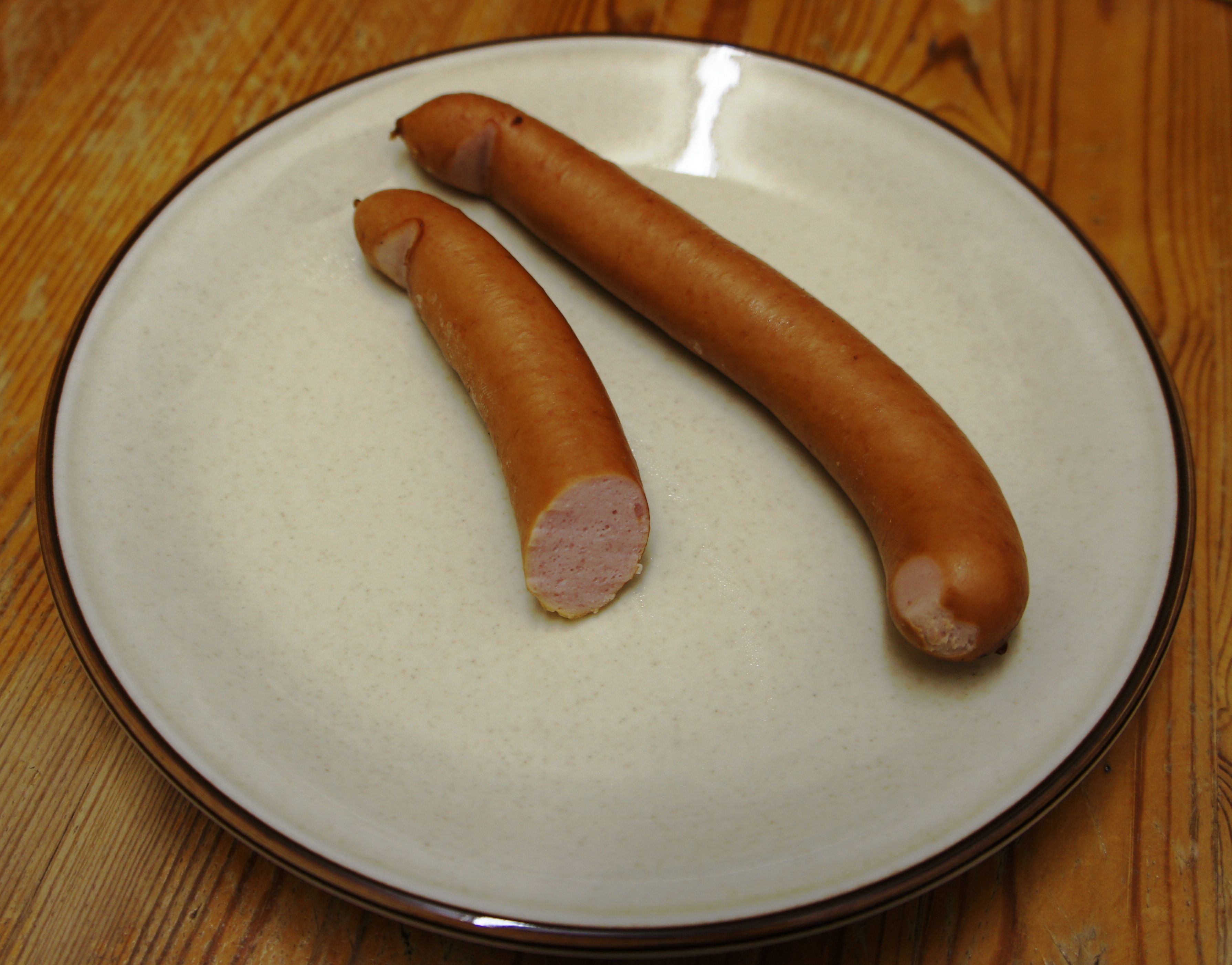
Saucisses Wienerli.
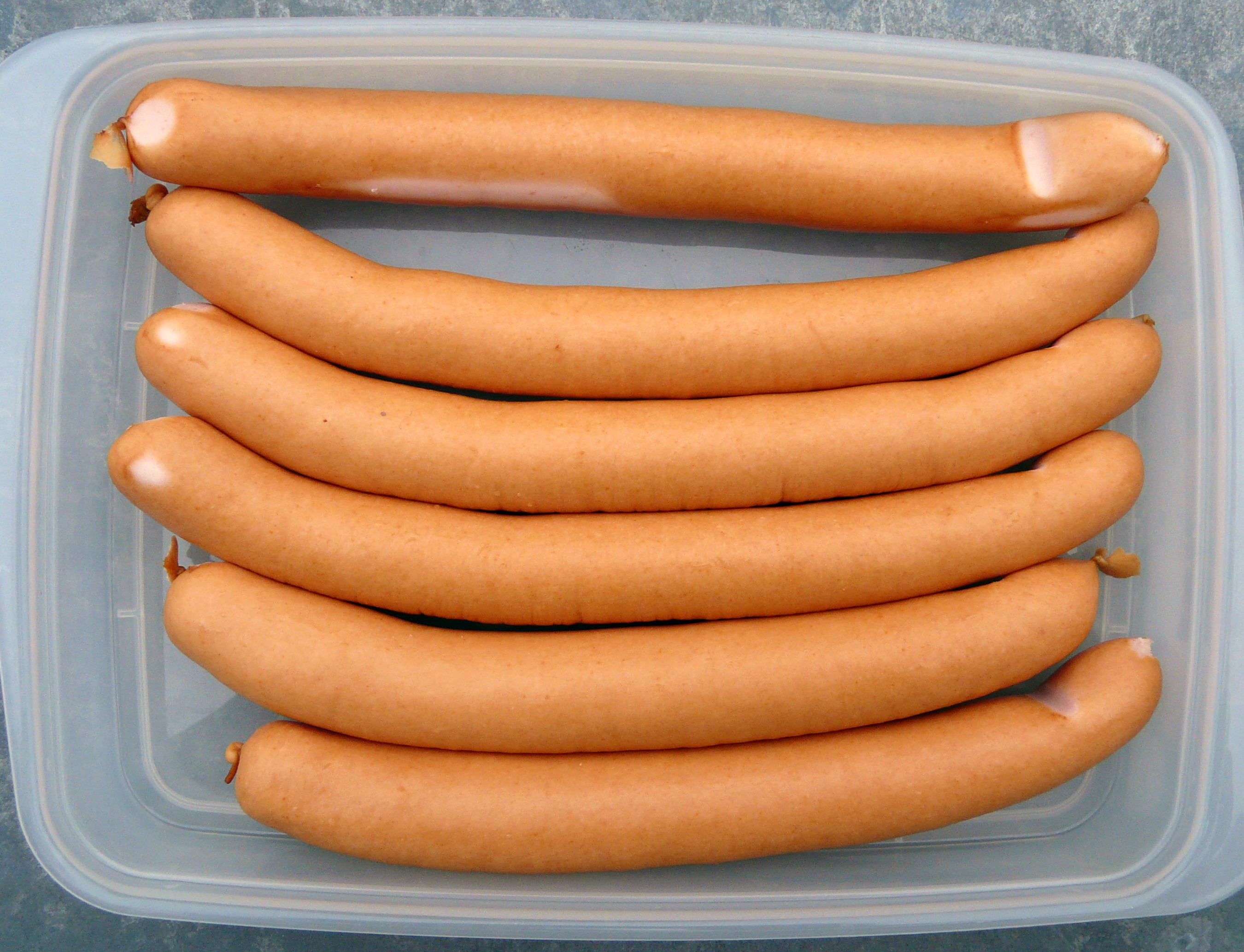
Saucisses de Vienne fumées.
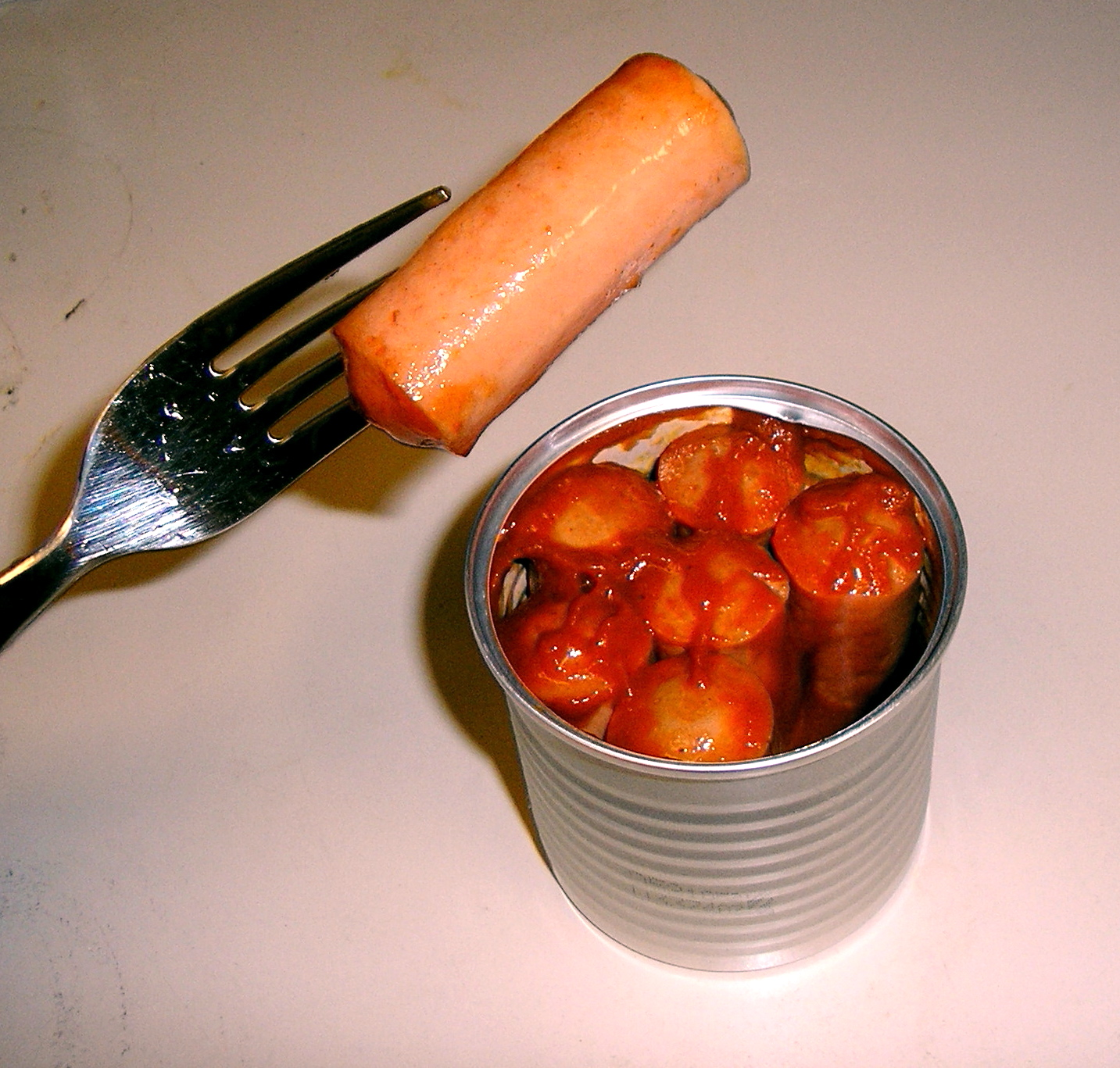
Saucisses de Vienne nord-américaines en conserve et à la sauce tomate.
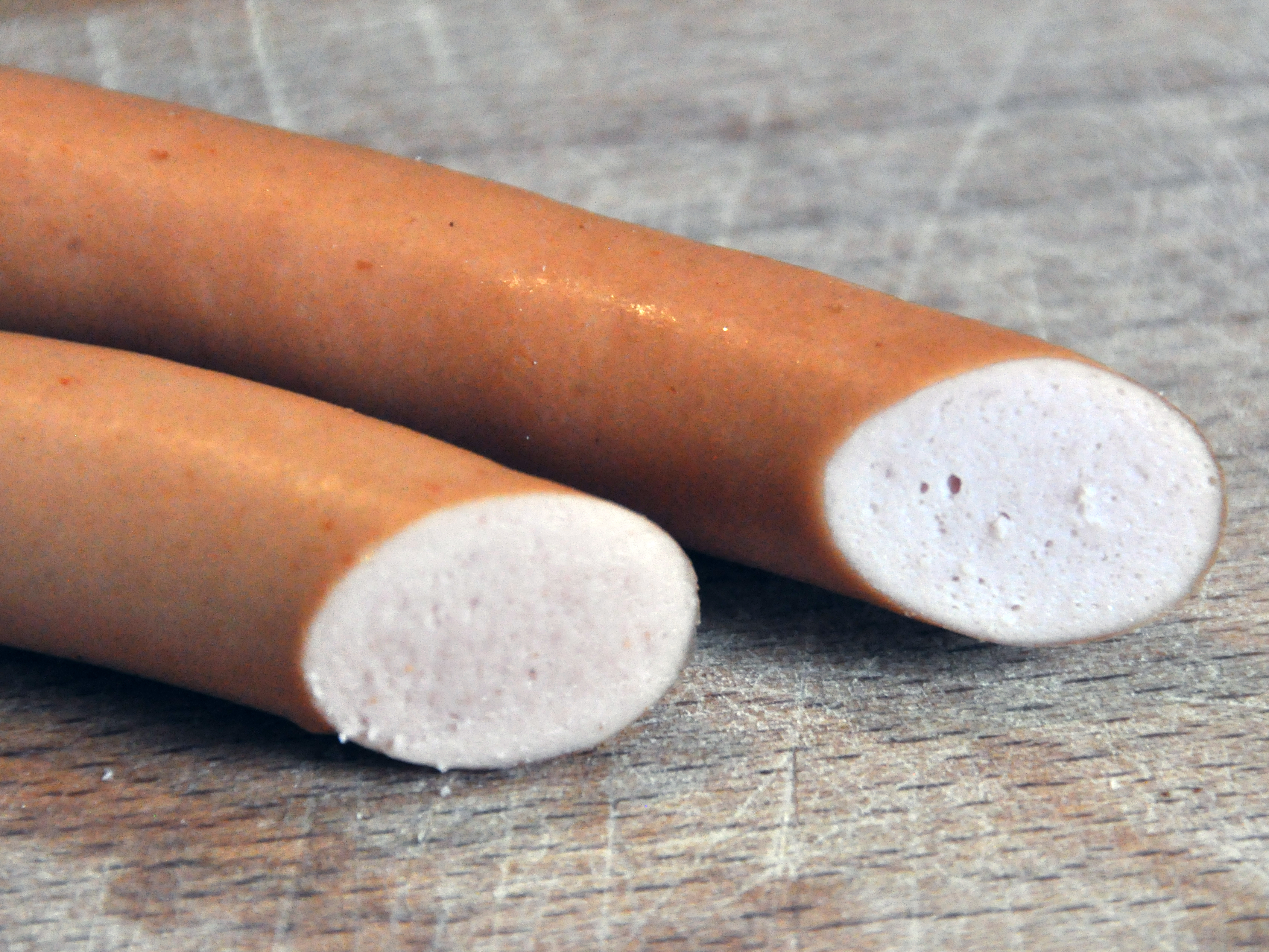
Sacher Würstchen (gauche) et Wiener Würstchen (droite).